# Qiblih

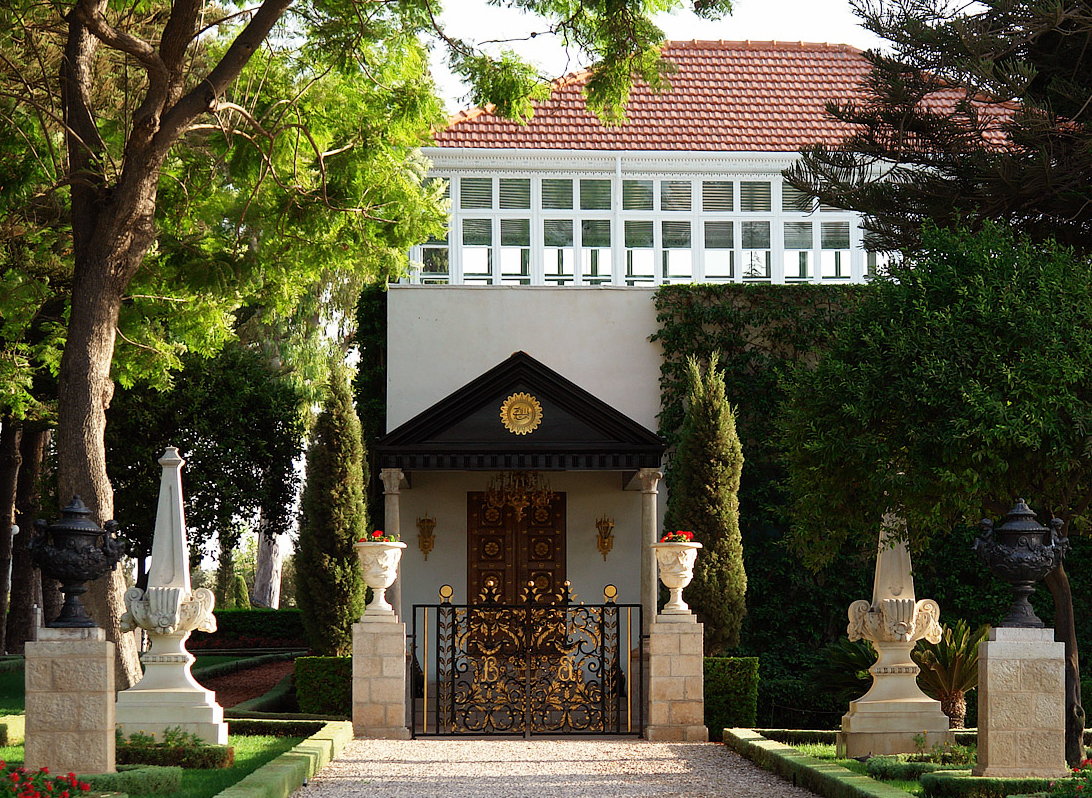
Mausoleo di Bahá'u'lláh

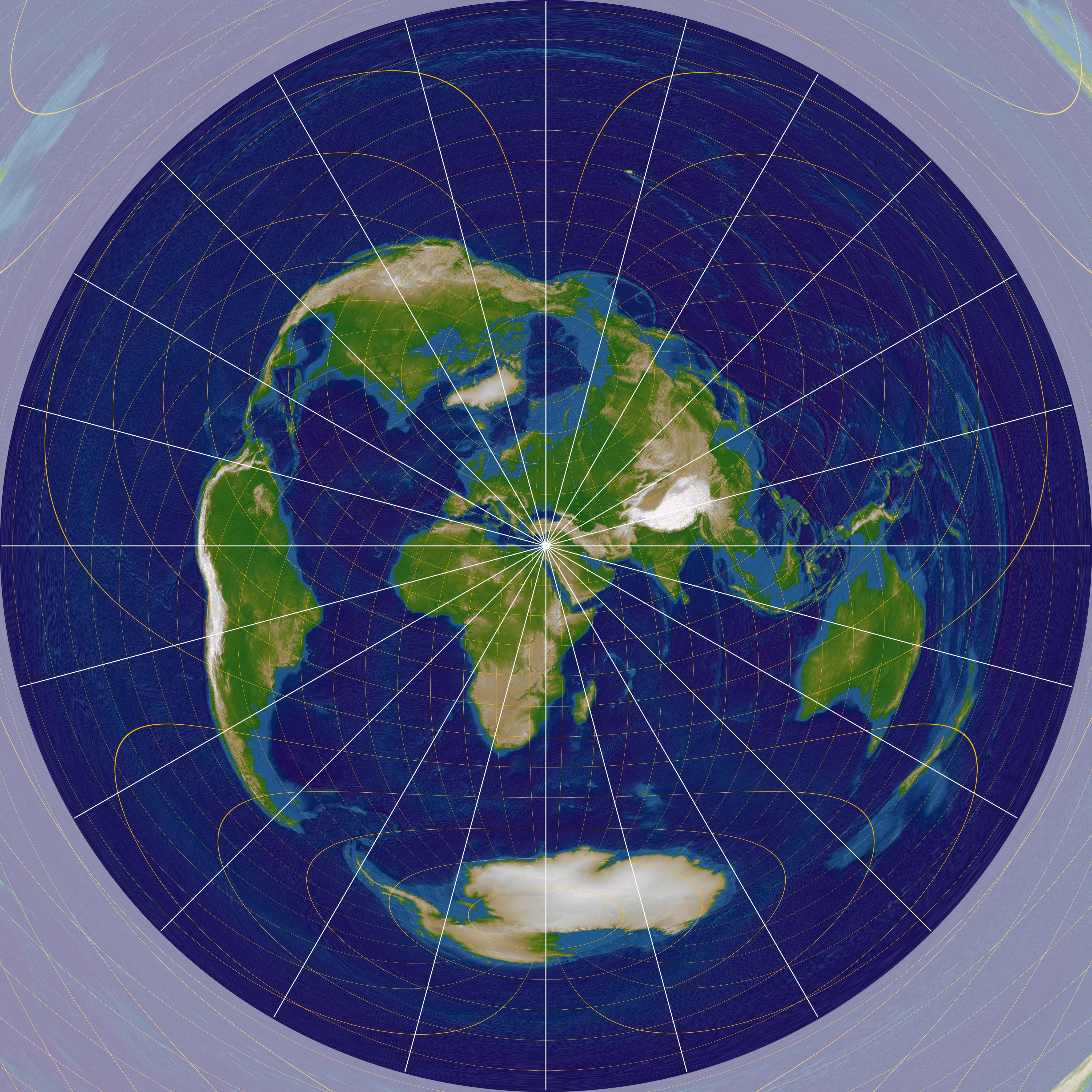
Qiblih

La Qiblih (arabo قبلة) è, nella religione bahai, la direzione verso cui i Bahai si volgono per recitare la preghiera obbligatoria giornaliera e si identifica con il Mausoleo di Bahá'u'lláh, situato nell'attuale San Giovanni d'Acri in Israele.
Il Báb identificò la Qiblih con Colui che Dio renderà Manifesto, il Messia che aveva profetizzato sarebbe apparso.
Bahá'u'lláh, rivelò d'essere Colui che Dio renderà Manifesto, e come tale fu riconosciuto dai suoi seguaci, e indicò come Qiblih il luogo che avrebbe accolto i suoi resti mortali.
L'istituto della Qiblih esiste anche in altre religioni: nell'Ebraismo è il Tempio di Gerusalemme mentre nell'Islam è la Kaʿba alla Mecca in Arabia Saudita
Il Mausoleo di Bahá'u'lláh non è per i Bahai oggetto di culto, ma costituisce semplicemente il punto di riferimento focale verso cui volgersi durante le preghiere obbligatorie, ma non per altre preghiere o altri atti devozionali.

## Sepoltura
La sepoltura di un trapassato, pur non essendo un'indicazione vincolante, dovrebbe idealmente essere effettuata ponendolo col viso rivolto verso la Qiblih.